# Ventoso (San Marino)
Ventoso es una curazia situada en el castello (municipio) de Borgo Maggiore (San Marino).